# 通济桥水库
通济桥水库是中国浙江省金华市浦江县境内的一座水库，位于钱塘江支流浦阳江上，建于1960年。水库正常库容为5480万立方米，集雨面积为105平方千米，海拔为107米。